# Rikshospitalet
Rikshospitalet (skrevet Rigshospitalet fra 1826 til 1907) er et norsk universitetshospital i Oslo, etableret i 1826. Fra 1. januar 2009 er det en del af Oslo universitetssykehus, der omfatter flere hospitaler i Oslo, og betegnes officielt Oslo universitetssykehus, Rikshospitalet.
59°56′55.69″N 10°42′58.75″Ø / 59.9488028°N 10.7163194°Ø